# Llorenç del Penedès
Llorenç del Penedès és una vila i municipi de la comarca del Baix Penedès. Està situat gairebé al mig de la comarca, i envoltat pels termes de La Bisbal del Penedès, Sant Jaume dels Domenys i Banyeres del Penedès.
La superfície municipal és relativament petita, només té 4,64 km². El poble reuneix tota la població del municipi, llevat d'unes quantes cases de la urbanització "Priorat de Banyeres".
El nom del poble no prové del seu patronímic, encara que l'església el porti. Prové del terme botànic llor (llorer). Hi ha escrits antics com el Cartulari de Sant Cugat del Vallès on es pot llegir Laurentio. Així el nom llorers, per deformació dialectal de pronunciació hauria passat a llorens i darrerament Llorenç per identificació amb el sant patró de la parròquia.

## Geografia
- Llista de topònims de Llorenç del Penedès (Orografia: muntanyes, serres, collades, indrets..; hidrografia: rius, fonts...; edificis: cases, masies, esglésies, etc).

El terreny és bastant planer, tan sols hi ha algun turó i petites depressions i collades de poca importància. Podem citar el Coll de la Sitja, petita eminència soldonenca traspassada pel camí de Cal Prosset i que té uns 15 metres més que la resta dels terrenys. La depressió més significativa és la de les Cometes, que dona nom a l'escola del poble, que es troba al seu costat. Una altra depressió es forma a l'esquerra anant cap a Cal Prosset, a dret del Bosc del Mas, que s'anomena Clot de l'Estrella, per continuar com a Clot de Sabartés o de Cal Bil·ló, passant pel parc infantil del nucli del Priorat (El Pouet); Clot del Ticu i Clot del Mata, ja a ponent de Saifores (Banyeres del Penedès).

## Hidrografia
El terme és travessat per dos torrents, un a ponent, el torrent de Cal Figueres, provenint de la Vall de Sant Marc i que va a desguassar a Tomoví, a la Riera de la Bisbal; i l'altre a llevant, el torrent de Llorenç, que ve de Sant Jaume arreplegant les aigües d'Aiguaviva i desguassa a Sant Salvador.

## Demografia
| Entitat de població    | Habitants (2024) |
| Llorenç del Penedès    | 2.131            |
| el Priorat de Banyeres | 291              |
| Font: Idescat          |                  |

| 1497 f | 1515 f | 1553 f | 1717 | 1787 | 1857 | 1877 | 1887 | 1900 | 1910 |
| ------ | ------ | ------ | ---- | ---- | ---- | ---- | ---- | ---- | ---- |
| 8      | 9      | 17     | 111  | 210  | 535  | 584  | 753  | 883  | 866  |

| 1920 | 1930 | 1940 | 1950 | 1960 | 1970  | 1981  | 1990  | 1992  | 1994  |
| ---- | ---- | ---- | ---- | ---- | ----- | ----- | ----- | ----- | ----- |
| 914  | 956  | 874  | 866  | 891  | 1.051 | 1.222 | 1.307 | 1.333 | 1.333 |

| 1996  | 1998  | 2000  | 2002  | 2004  | 2006  | 2008  | 2010  | 2012  | 2014  |
| ----- | ----- | ----- | ----- | ----- | ----- | ----- | ----- | ----- | ----- |
| 1.434 | 1.460 | 1.575 | 1.692 | 1.904 | 2.073 | 2.157 | 2.251 | 2.280 | 2.306 |

| 2016  | 2018  | 2020  | 2022  | 2024  | 2026 | 2028 | 2030 | 2032 | 2034 |
| ----- | ----- | ----- | ----- | ----- | ---- | ---- | ---- | ---- | ---- |
| 2.323 | 2.327 | 2.395 | 2.393 | 2.431 | -    | -    | -    | -    | -    |

## Política

### Eleccions municipals del 2023
| Candidatura | Candidatura                                | Cap de llista               | Vots  | Regidors | % vots  |
| ----------- | ------------------------------------------ | --------------------------- | ----- | -------- | ------- |
|             | Esquerra Republicana de Catalunya          | Montserrat Ventosa i Robles | 712   | 7        | 60,39 % |
|             | Partit Democrata de Catalunya              | Jordi Ribas i Marlès        | 294   | 3        | 24,94 % |
|             | Partit dels Socialistes de Catalunya (PSC) | Juan Gabriel Callejón Hita  | 122   | 1        | 10,35 % |
|             | Vots en blanc                              |                             | 17    |          | 1,44 %  |
|             |                                            |                             |       |          |         |
| Total       | Total                                      | 1.196                       | 1.196 | 11       |         |

### Històric d'eleccions municipals
Nombre de regidors per partit
| Junts                                                                     | - | - | - | - | - | - | -  | -  | -  | -  | 5  | -  |
| PSC                                                                       | - | 3 | - | 2 | 2 | 2 | 2  | 3  | 1  | 1  | 2  | 1  |
| PP                                                                        | - | - | - | - | - | 0 | 0  | 0  | 0  | -  | -  | -  |
| ERC                                                                       | - | - | - | - | - | - | 1  | -  | 1  | 1  | 1  | 7  |
| ECP                                                                       | - | - | 2 | - | 0 | - | -  | -  | -  | -  | -  | -  |
| CUP                                                                       | - | - | - | - | - | - | -  | -  | -  | 3  | 3  | -  |
| CiU                                                                       | 8 | 6 | 7 | 7 | 7 | 7 | 4  | 8  | 9  | 6  | -  | -  |
| PSUC                                                                      | 1 | - | - | - | - | - | -  | -  | -  | -  | -  | -  |
| Altres                                                                    | - | - | - | - | - | - | 2a | -  | -  | -  | -  | 3b |
| Total                                                                     | 9 | 9 | 9 | 9 | 9 | 9 | 9  | 11 | 11 | 11 | 11 | 11 |
| a Alternativa Municipal per Llorenç - FIC; b Compromís amb Llorenç - APL; |   |   |   |   |   |   |    |    |    |    |    |    |

### Eleccions al Parlament de Catalunya del 2021
| Candidatura | Candidatura                                | Cap de llista | Vots  | Regidors | % vots  |
| ----------- | ------------------------------------------ | ------------- | ----- | -------- | ------- |
|             | Esquerra Republicana de Catalunya          |               | 320   |          | 30,36 % |
|             | Junts x Catalunya                          |               | 281   |          | 26,66 % |
|             | Partit dels Socialistes de Catalunya (PSC) |               | 129   |          | 12,24 % |
|             | Candidatura Unitat Popular (CUP)           |               | 120   |          | 11,39 % |
|             | Partit Democrata de catalunya              |               | 63    |          | 5,98 %  |
|             | VOX                                        |               | 51    |          | 4,84 %  |
|             | En Comú Podem                              |               | 29    |          | 2.75 %  |
|             | Ciutadans C's                              |               | 26    |          | 2,47 %  |
|             | Partit Popular                             |               | 13    |          | 1,23 %  |
|             | Altres                                     |               | 22    |          | 2,09 %  |
| Total       | Total                                      | 1.061         | 1.061 |          |         |

## Vistes del poble

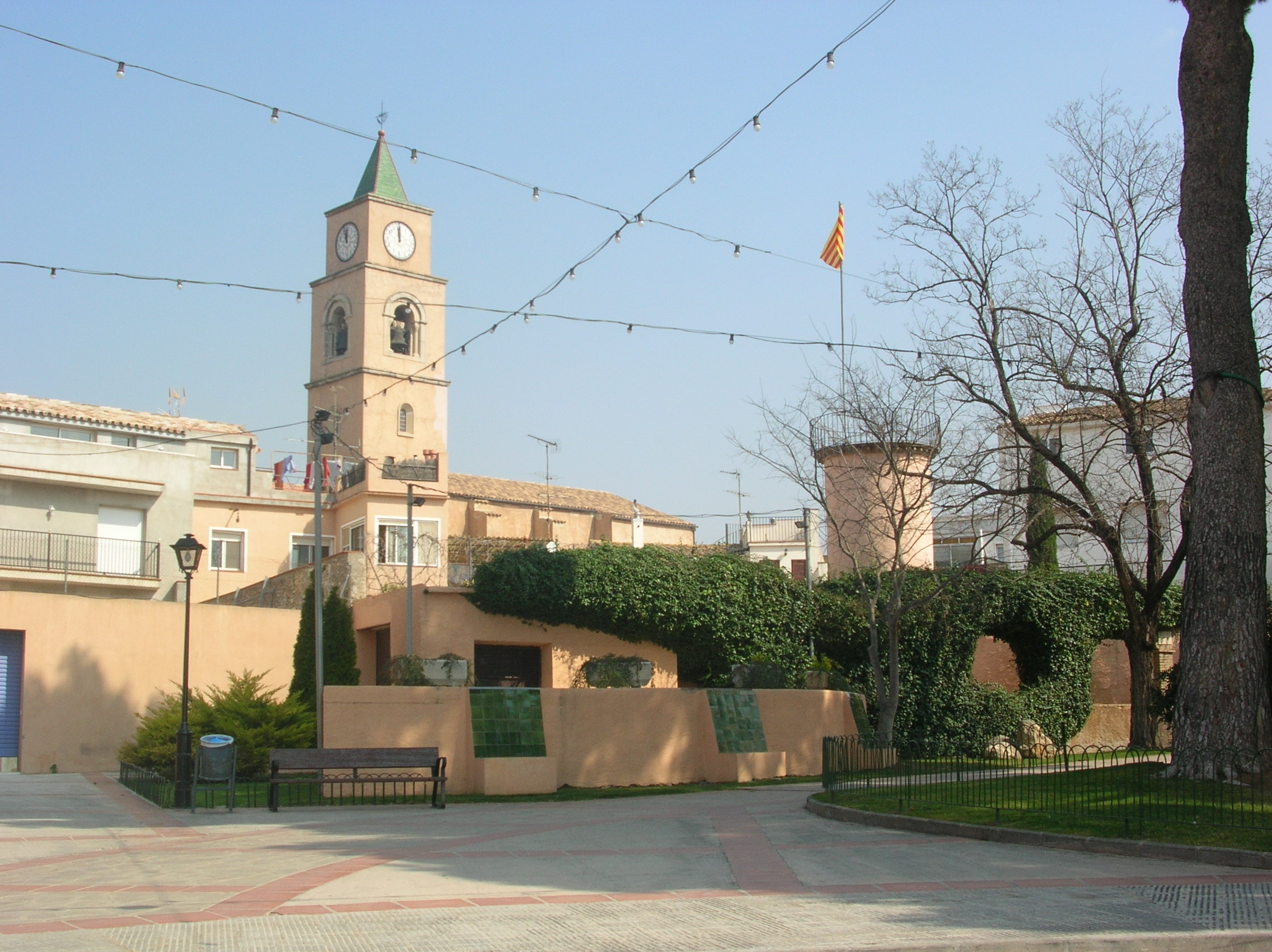
Església de Llorenç del Penedès
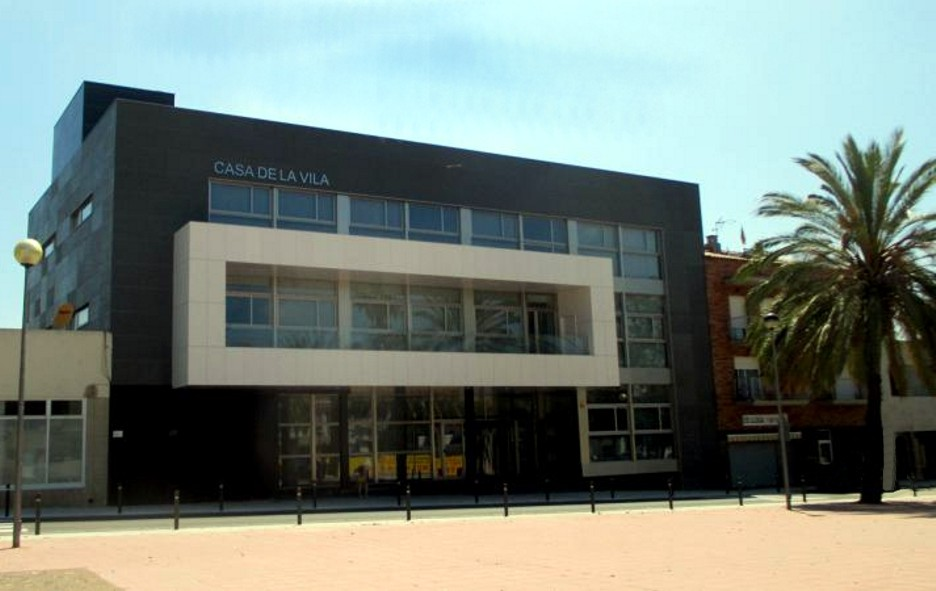
Ajuntament de Llorenç del Penedès (2018)
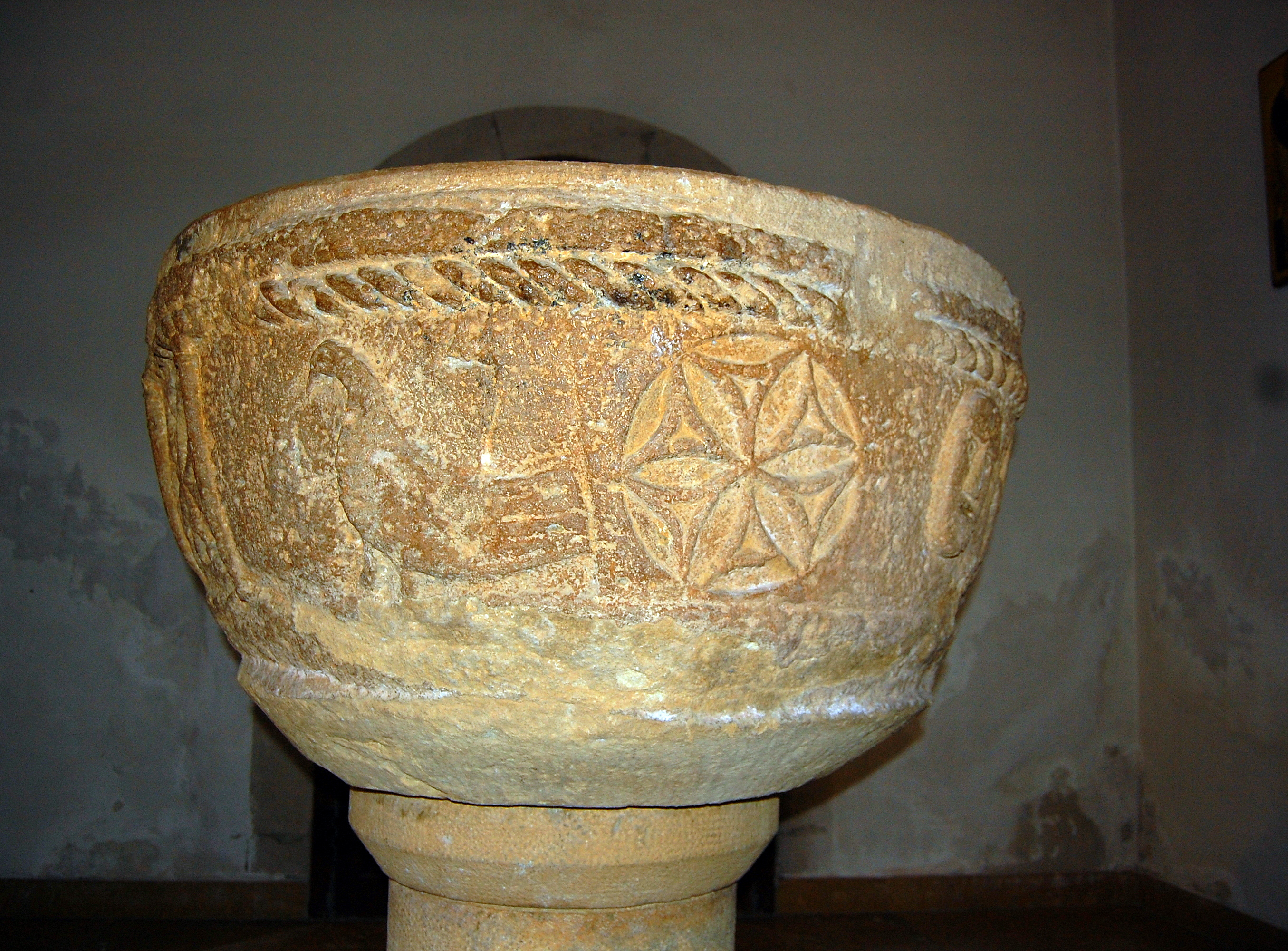
Pica baptismal preromànica - Església parroquial
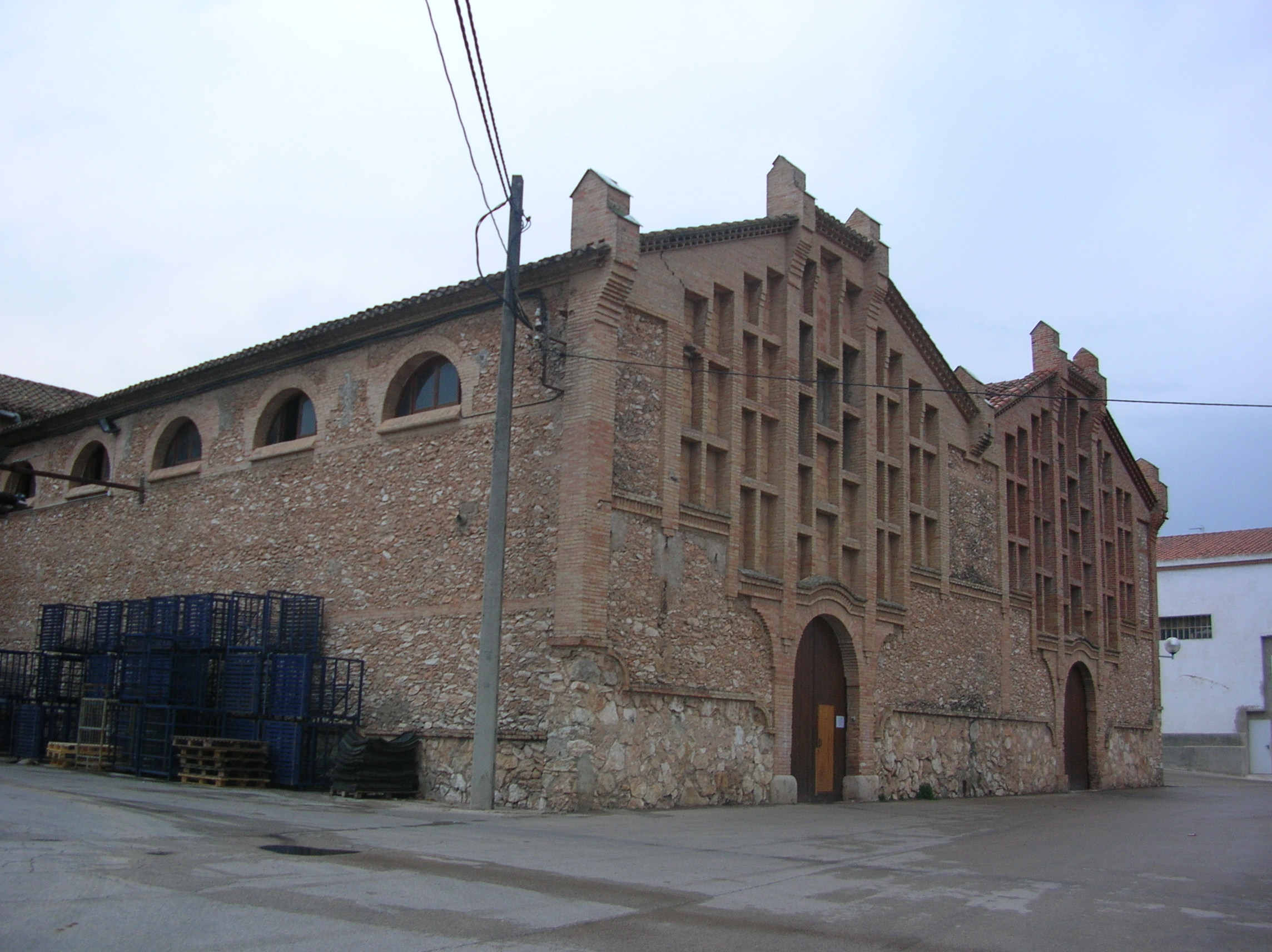
Cooperativa de Llorenç del Penedès
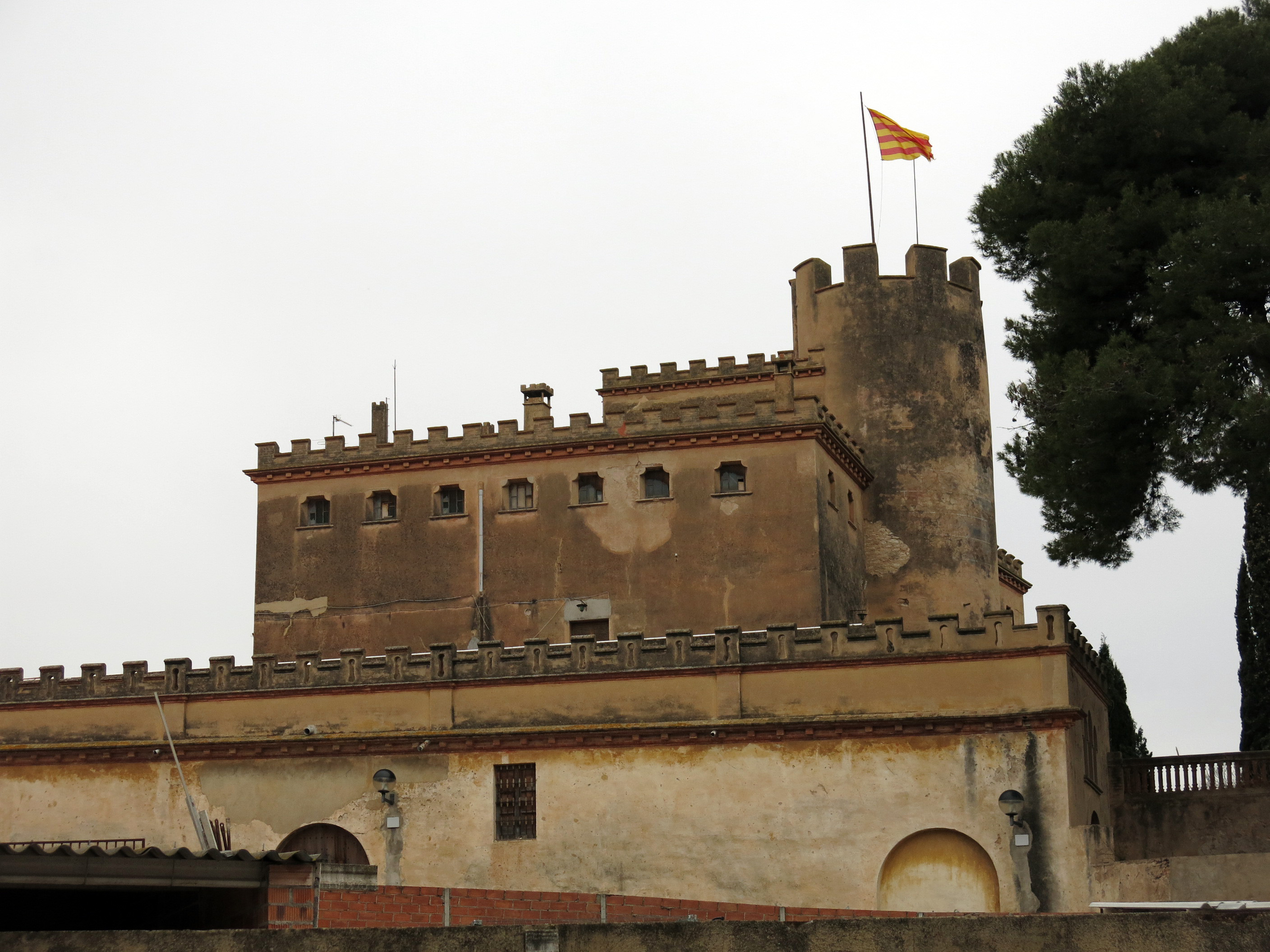
Castell de Llorenç
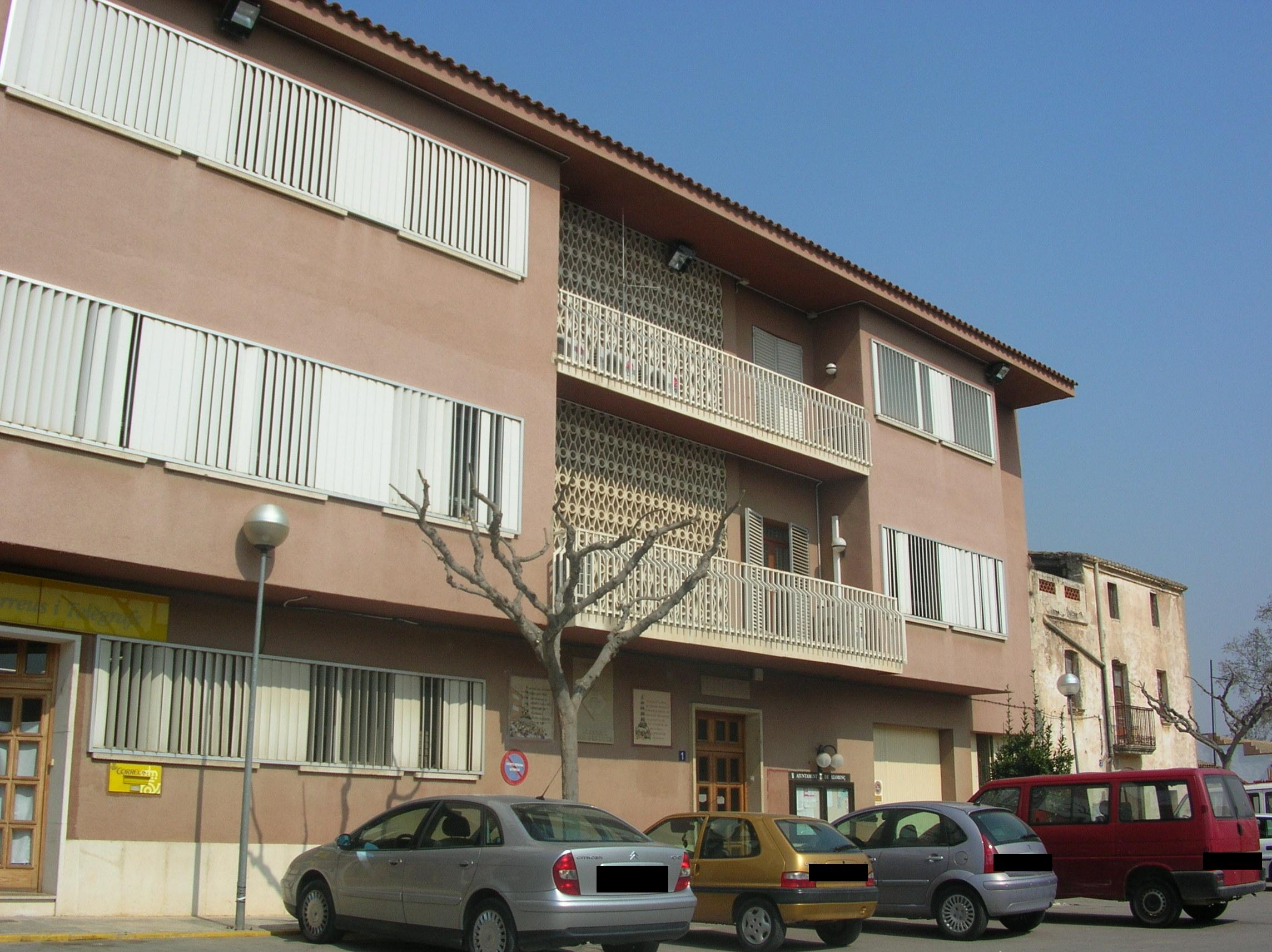
Antic edifici de l'Ajuntament fins al 2017